# Stekkjarfoss

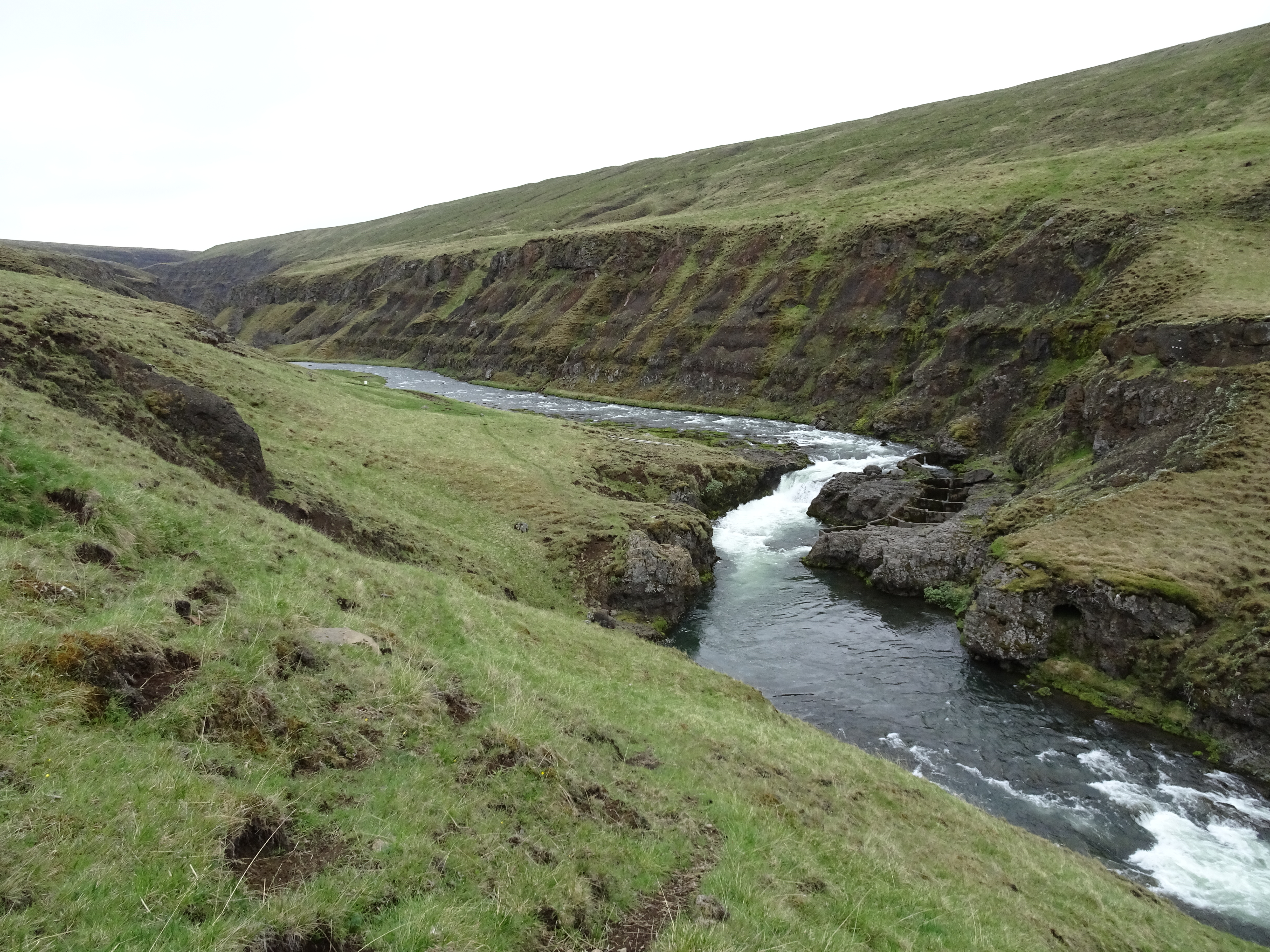
De Stekkjarfoss.

De Stekkjarfoss is een waterval in de Vatnsdalsá in het noorden van IJsland en is de laatste van een serie van 11. Vlak bij de waterval ligt de boerderij Forsæludalur waar Gretir de Sterke met een kwade geest heeft afgerekend. Naast de waterval ligt een zalmtrap. De waterval is eenvoudig te voet bereikbaar.